# Muhammad ibn Ali ibn Ghaniya
Muhammad ibn Ali ibn Ghaniya (arabisch محمد بن علي بن غانية, DMG Muḥammad b. ʿAlī b. Ġānīya; gestorben 1155) war von 1126 bis 1146 Wālī und von 1146 bis 1155 Emir im Taifa-Königreich von Mallorca.

## Abstammung
Muhammad ibn Ali ibn Ghaniya, voll Muhammad ibn Ali ibn Yusuf ibn Ghaniya oder manchmal bloß Muhammad ibn Ghaniya, war ein Sohn des Almoravidenherrschers Ali ibn Yusuf ibn Taschfin und seiner Frau Ghaniya, einer Prinzessin der Sanhadscha-Berber. Er hatte einen Bruder namens Yahya, der seinerseits Wālī in den Taifa-Königreichen von Valencia und von Murcia war. Seine Söhne waren Abd Allah ibn Muhammad ibn Ghaniya und Ishaq ibn Muhammad ibn Ghaniya.

## Leben
Sein Vater Ali ibn Yusuf schickte nach dem Tod von Wanur ibn Bakr im Jahr 1126 Muhammad nach Mallorca, um dort als Gouverneur die Ordnung wiederherzustellen, die nach dem Einfall der Christen im Jahr 1114 verloren gegangen war. Muhammad hatte aber große Schwierigkeiten, der Revolten Herr zu werden.
Seine Familie hatte sich in Mallorca angesiedelt, nachdem die Truppen von Raimund Berengar III., dem späteren Grafen von Barcelona, wieder abgezogen waren. Als Repressalie für die von den Balearen ausgehende Piraterie war Madinat Mayurqa (Palma de Mallorca) von einem vereinten Heer aus Katalanen, Pisanenern, Provenzalen und Angehörigen anderer italienischer Kleinstädte geplündert und zerstört worden.
Muhammad regierte auf den Balearen, die damals als Östliche Inseln von al-Andalus bekannt waren, ab 1146 selbständig als Muhammad I. und bewahrte selbst noch nach dem Untergang der Almoraviden im Jahr 1148 seine Unabhängigkeit gegenüber den Almohaden. Der Inselarchipel stellte gegenüber dem unaufhörlichen Vormarsch der Almohaden die letzte Bastion dar und zog daher viele Flüchtlinge aus al-Andalus an, die dem religiösen Rigorismus der Almohaden zu entkommen suchten.
Muhammad I. und sein Sohn und Thronfolger Abd Allah fielen im Jahr 1155 einer Palastintrige zum Opfer, die von seinem anderen Sohn Ishaq angezettelt worden war und der anschließend auf Mallorca die Macht ergriff.